# Lenguas buduma-kotoko
Las lenguas buduma-kotoko constituyen un subgrupo del grupo biu-mandara de la rama chádica de las lenguas afroasiáticas. Están formadas por ocho lenguas habladas en el norte de Camerún, el este de Nigeria y el oeste de Chad.

## Comparación léxica
Los numerales en diferentes lenguas buduma-kotoko son:
| GLOSA | Buduma   | Kotoko        | Kotoko          | Kotoko         | PROTO- BK    |
| GLOSA | Buduma   | Afade         | Lagwan          | Mpade          | PROTO- BK    |
| ----- | -------- | ------------- | --------------- | -------------- | ------------ |
| '1'   | gə̀tté    | sə́rə̀jā        | sə́ɣdia/ tkú     | pál            | *seʁdia      |
| '2'   | kí       | sɗā           | χsɗá            | gāsì           | *(ʁ-)siɗa    |
| '3'   | gàkə́nnə́  | gàrkə̀         | gǎχkər          | gòkúrò         | *(ga-ʁ-)kur- |
| '4'   | hígáy    | gàɗē          | gǎɗe            | gāɗè           | *gaɗe        |
| '5'   | híŋɟì    | ʃìʃí          | ʃēʃí            | ʃénsī          | *sinsi       |
| '6'   | hə̀ràkkə́  | və̀nārkə̄ (2x3) | vɛnǎχəkər (2x3) | ʃéskótē        | *2x3         |
| '7'   | (tùlwár) | kàtùl         | kátul           | (túlùr)        | *katul       |
| '8'   | wósə́kə́   | vìyāɗē (2x4)  | vɛɲáɗe (2x4)    | jìlìɡàɗè (2x4) | *2x4         |
| '9'   | hílíɡár  | dìʃẽ̄          | diʔiʃén         | jìàtálà        |              |
| '10'  | hákkán   | χkàn          | χkan            | kán            | *ʁ-kan       |
Los términos entre paréntesis son préstamos del kanuri.